# Sankt Anton an der Jeßnitz
Sankt Anton an der Jeßnitz est une commune autrichienne du district de Scheibbs en Basse-Autriche.

## Géographie

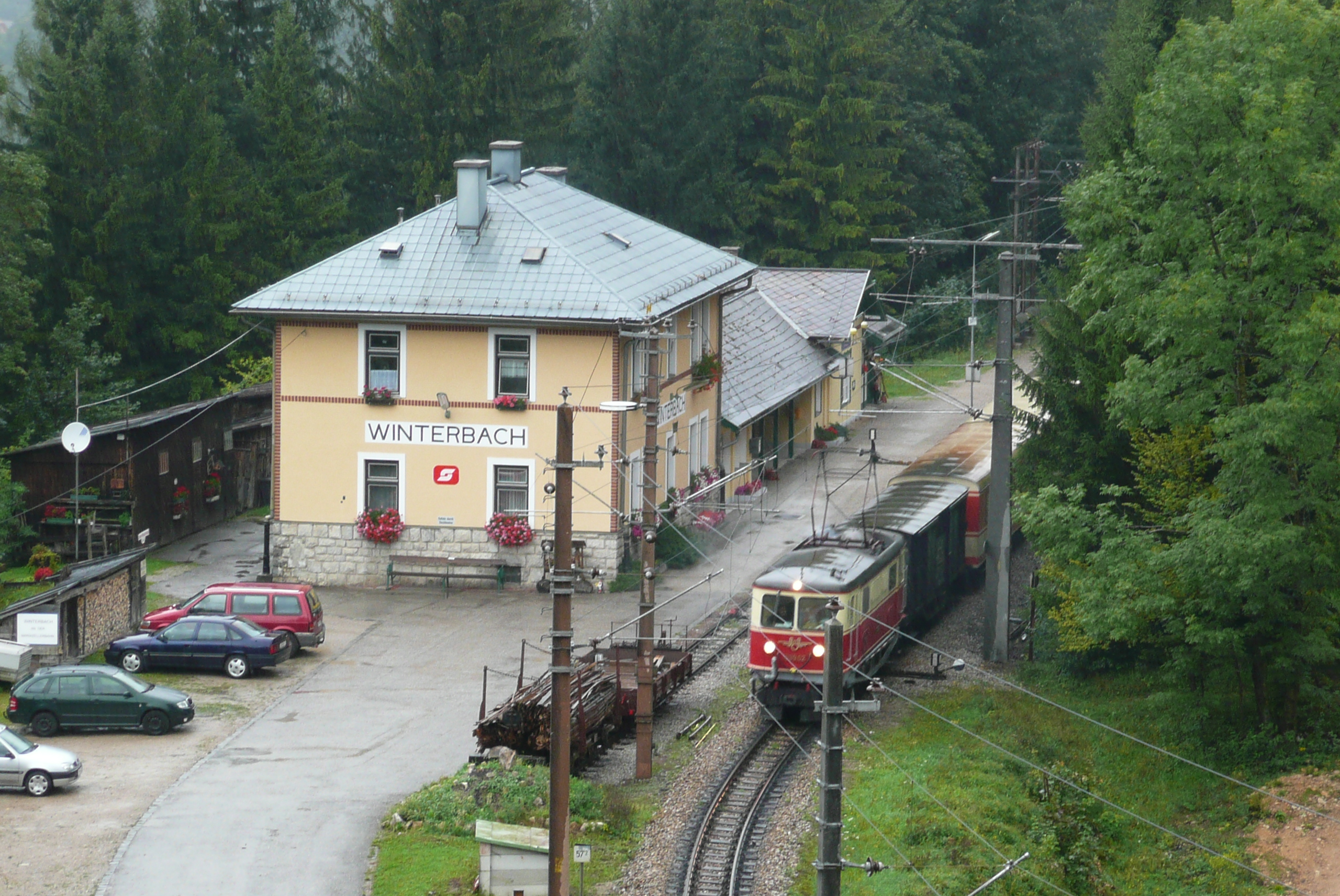
La ligne de St.Pölten à Mariazell (Styrie) grimpe au hameau de Winterbach